# Мальвові
Мальвові, калачикові (Malvaceae) — велика родина рослин порядку мальвоцвітих. Включає дерева, кущі, ліани і трав'янисті рослини — близько 244 родів і 4225 різних видів рослин (за системою APG III). Найбільші роди: гібіскус (Hibiscus, 300 видів), Sterculia (250 видів), Dombeya (225 видів), Pavonia (200 видів) і Sida (200 видів). Поширені по всій планеті, більшість видів тропічні. Практично відсутні в арктичних областях і майже не представлені в північній частині лісової зони. В Україні — 11 родів та 36 видів (з них 13 видів у культурі).